# Mercificazione

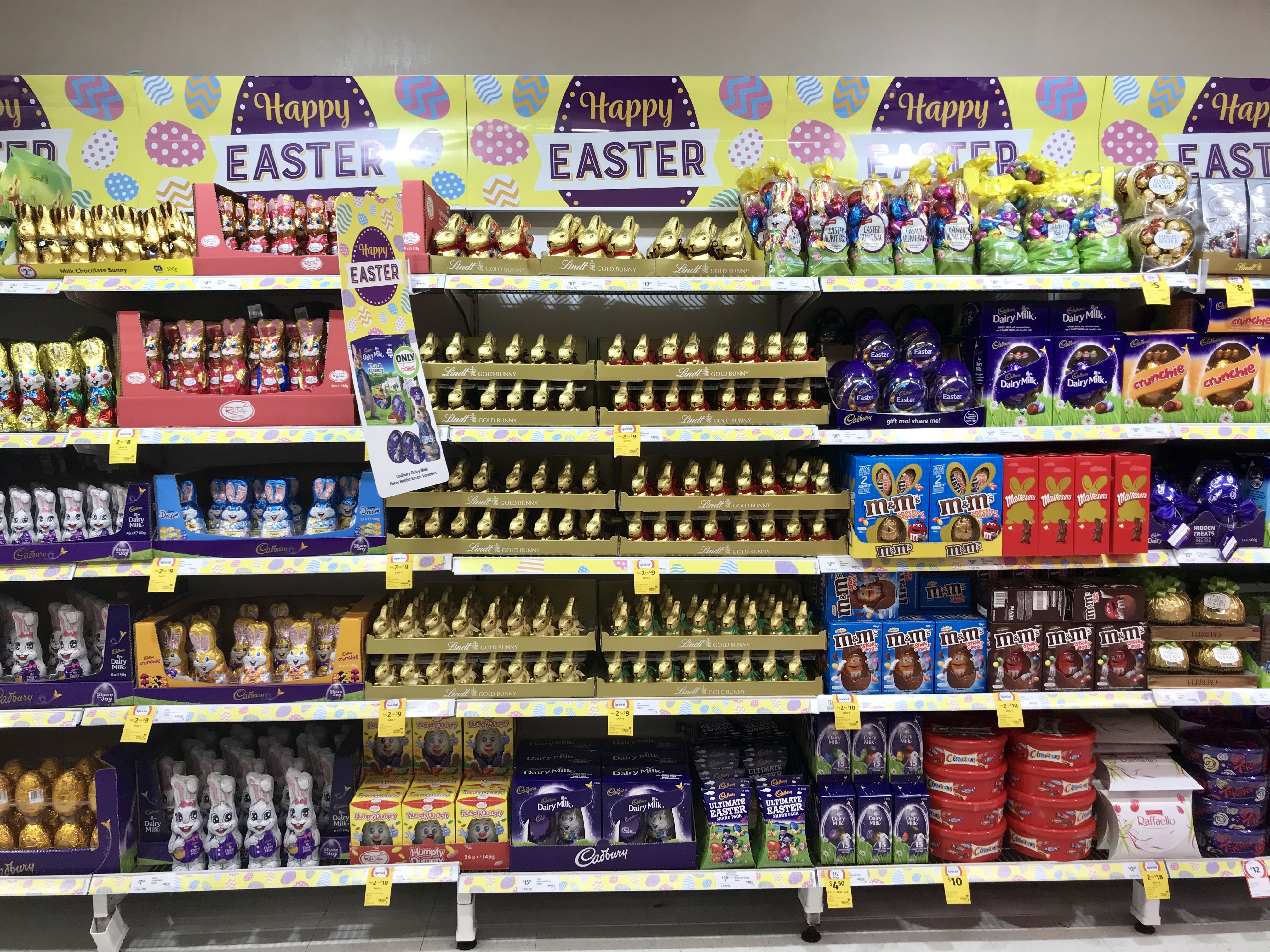
Prodotti pasquali in vendita

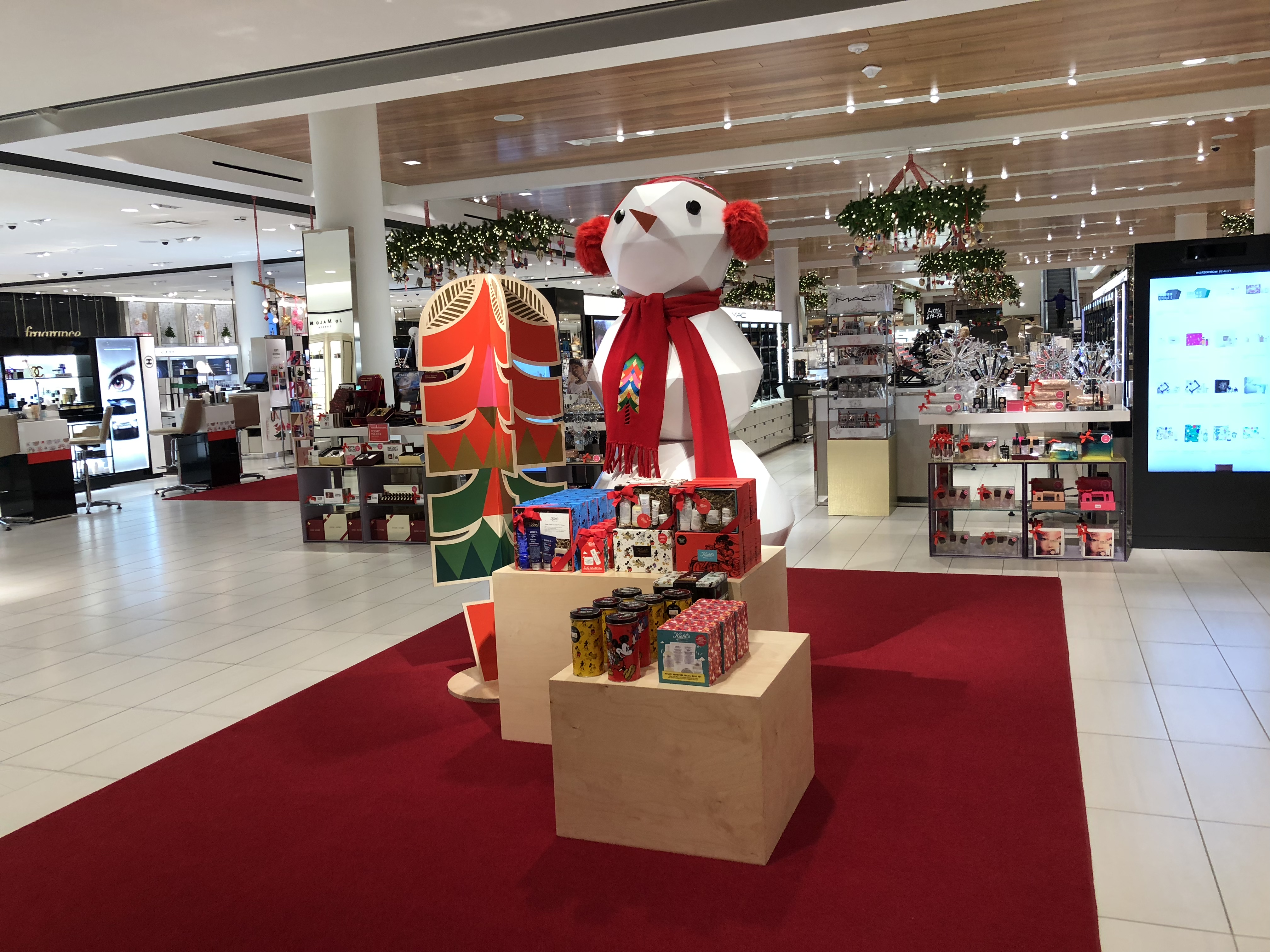
Merci in vendita tipiche del periodo natalizio

La mercificazione è il processo con cui, in una società capitalistica, ogni bene materiale, spirituale o valoriale diventa un mero oggetto di consumo. Esso, cioè, perde del suo vero scopo originario per diventare unicamente un interesse economico. Per usare un termine riconducibile alla tradizione marxista si potrebbe identificare come "feticismo delle merci" la mercificazione integrale di ogni rapporto umano e sociale in semplici rapporti fra cose, autonome rispetto a chi le ha prodotte e così dimenticando che ogni oggetto è il frutto del lavoro umano.
Ha una connotazione di perdita di una qualità intrinseca o di una relazione sociale quando qualcosa viene integrato da un mercato capitalista. I concetti che sono stati sostenuti come mercificati includono elementi ampi come la cultura, il turismo, il corpo umano, l'intimità, i beni pubblici, gli animali e le festività.

## Storia

### Terminologia
Il primo utilizzo del termine "mercificazione" risale al 1975.  L'uso del concetto di mercificazione è diventato comune con l'ascesa dell'analisi critica del discorso in semiotica. I termini mercificazione e commoditizzazione sono talvolta usati come sinonimi, per descrivere il processo di trasformazione in merci di beni, servizi e idee.
Tuttavia, altri autori li distinguono, con mercificazione usata in contesti sociali per indicare che un bene non commerciale è diventato commerciale, in genere con connotazioni di "corrotto dal commercio", mentre commoditizzazione è usata in contesti aziendali per indicare quando il mercato per un prodotto esistente è diventato un mercato di materie prime, dove i prodotti sono intercambiabili e c'è una forte concorrenza sui prezzi. In una battuta: "I microprocessori sono commoditizzati. L'amore è mercificato".
Gli oggetti immateriali e non prodotti (amore, acqua, aria, Hawaii) sono mercificati, mentre gli oggetti prodotti (grano, sale, microchip) sono mercificati. L'articolo di Surowiecki Commoditization Conundrum, parla delle materie prime come di una merce: "la produzione soddisfa la domanda e il valore della merce è stabilizzato al prezzo più basso che il mercato può sostenere. Il sale Morton ha un prezzo più alto rispetto ad altre aziende di sale, ma il mercato paga per la convenienza. La lezione del successo di Morton è che anche il più banale e indifferenziato dei prodotti può essere trasformato in qualcosa di unico con la giusta strategia di marketing. Il sale è sale, tranne quando è contenuto in un contenitore blu con una bambina con un ombrello sopra e la promessa che la pioggia non ne danneggerà la purezza".

### Nella teoria marxista
La comprensione marxista della merce è distinta dal suo significato nel mondo degli affari. La merce ha svolto un ruolo chiave in tutta l'opera di Karl Marx; egli la considerava una forma cellulare del capitalismo e un punto di partenza chiave per un'analisi di questo sistema politico-economico. Marx ha ampiamente criticato l'impatto sociale della mercificazione sotto il nome di feticismo della merce e alienazione.
Prima di essere trasformato in merce, un oggetto ha un "valore d'uso individuale specifico". Dopo essere diventato una merce, quello stesso oggetto ha un valore diverso: la quantità per cui può essere scambiato con un'altra merce. Secondo Marx, questo nuovo valore della merce deriva dal tempo impiegato per produrre il bene, e altre considerazioni sono obsolete, tra cui la moralità, l'impatto ambientale e l'attrattiva estetica.
Marx sosteneva che tutto alla fine sarebbe stato mercificato: "le cose che fino ad allora erano state comunicate, ma mai scambiate, date, ma mai vendute, acquisite, ma mai comprate – virtù, amore, coscienza – tutto alla fine entra in commercio".

### Studi sulla comunicazione di massa
I media, come industria culturale, sono evidenti dall'ascesa delle comunicazioni di massa per monetizzare una popolazione a scopo di lucro. La ricerca negli studi culturali critici degli effetti dei media identifica la mercificazione della cultura come una recente grande forza che contribuisce alla distruzione di una società da parte dei mass media. Un esempio è l'esposizione della cultura americana alla popolazione all'interno dei suoi confini e all'estero. La merce venduta è l'America, ma mediata per mostrare solo gli aspetti più emozionanti, drammatici, accattivanti e che suscitano emozioni. Le aziende dei media sono esperte nell'analizzare, selezionare parti e pezzi interessanti e accattivanti della cultura, riconfezionare e migliorare i contenuti per un vasto pubblico. La ricerca di un vasto pubblico crea un'immagine che non mostra aspetti noiosi, spiacevoli o minoritari dell'America. La distribuzione della forma alternativa della cultura, a scopo di lucro, causa idee sbagliate e stereotipi insieme alla distruzione della cultura popolare originale. Negli Stati Uniti la mercificazione della cultura è la visione mediata della società americana accettata come cultura e persino avanzata dalla cultura raffigurata; l'esempio dato è quello delle star della musica hip-hop e rap che "si svendono". Gli Stati Uniti, con le corporazioni dei media meno inclini all'interferenza governativa, riescono a diffondere la cultura americana in tutto il mondo.
La ricerca culturale critica rivela le conseguenze del sollevamento di frammenti di cultura, rimodellandoli per un pubblico di massa, quindi vendendo la visione alternativa. Alcune delle ripercussioni della mercificazione della cultura: vengono mostrate solo pratiche culturali selezionate e maggioritarie, tralasciando altre importanti culture minoritarie che vengono trascurate e/o ignorate. Come nei film di Hollywood, vengono presentati solo gli aspetti più emozionanti, drammatici ed emozionali selezionati, rimuovendo quelli spiacevoli, controversi o noiosi. Il successo del marketing di una cultura comporta la distribuzione di quanti più contenuti possibili al pubblico più vasto, causando sconvolgimenti nella vita quotidiana. Le industrie dei media d'élite sono ignoranti o negano gli effetti del marketing di massa, evitando o spiegando che i media hanno effetti limitati. Esistono molti tipi di sconvolgimenti, alcuni sottili, molti evidenti, tra cui la propagazione di idee sbagliate, la perdita del senso del luogo, un'attenzione maggiore all'intrattenimento, la perdita dell'infanzia, la coltivazione e uno sconvolgimento delle convenzioni sociali.

## Mercificazione della vita

### Mercificazione degli animali
La mercificazione degli animali è una delle prime forme di mercificazione, che può essere fatta risalire all'epoca in cui è iniziata la domesticazione degli animali. Include la schiavitù animale in tutte le sue forme, incluso l'uso di animali per cibo, medicina, moda e cosmetici, ricerca medica, lavoro e trasporto, intrattenimento, commercio di animali selvatici, compagnia e così via. Gli studiosi affermano che la mercificazione degli animali non umani nei sistemi alimentari è direttamente collegata ai sistemi capitalistici che danno priorità agli "interessi finanziari monopolistici" rispetto al benessere degli umani, dei non umani e dell'ambiente. Oltre 200 miliardi di animali terrestri e acquatici vengono uccisi ogni anno per fornire agli umani prodotti animali da consumare, che molti studiosi e attivisti hanno descritto come un "olocausto animale". L’uso estensivo di terra e di altre risorse per la produzione di carne al posto dei cereali destinati al consumo umano è una delle principali cause di malnutrizione, fame e carestia in tutto il mondo.

### Mercificazione umana

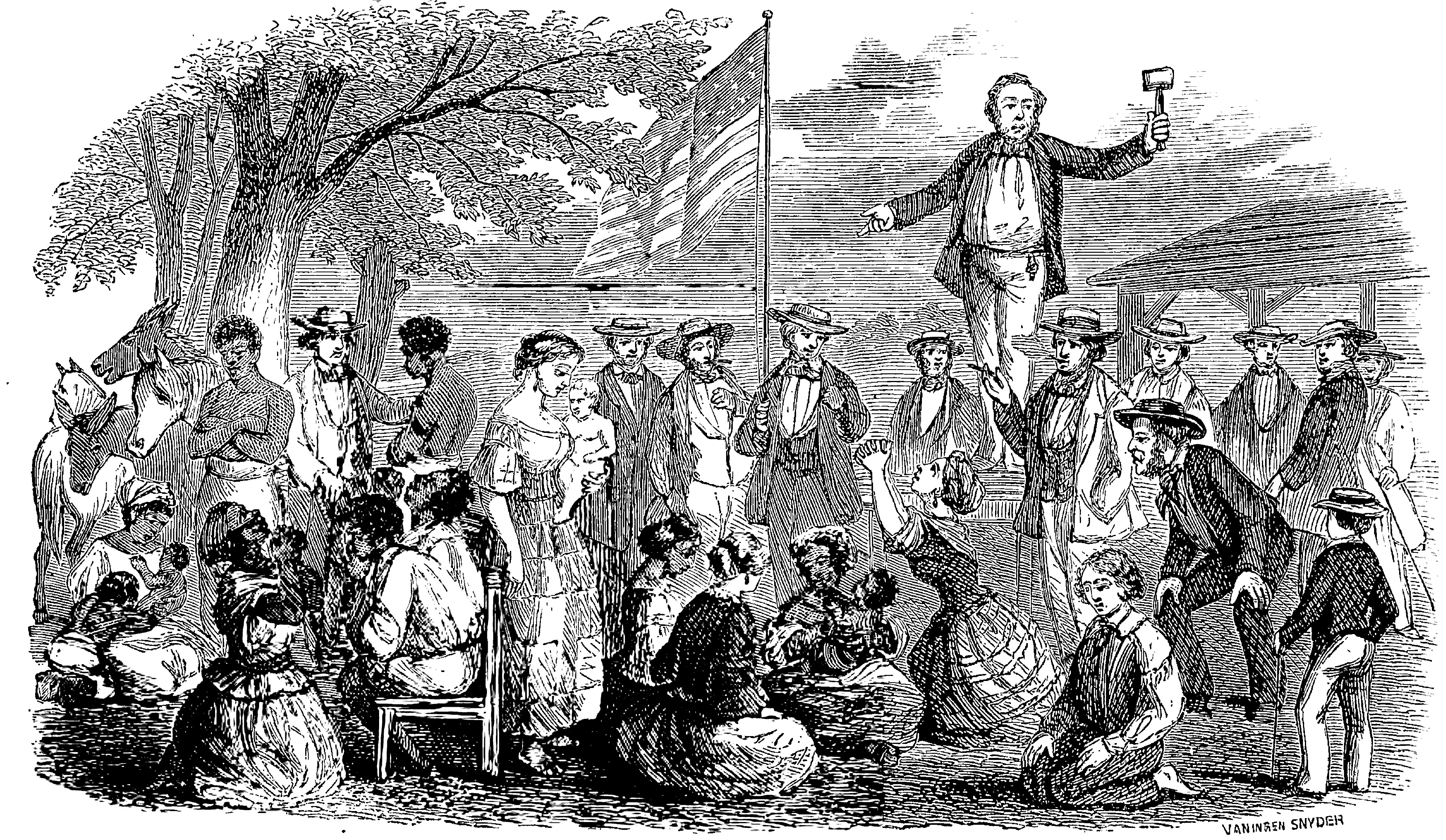
Carne umana all'asta di Van Ingen Snyder, 1864

La mercificazione degli esseri umani è stata discussa in vari contesti, dalla schiavitù alla maternità surrogata. Anche le aste di giocatori di cricket della Indian Premier League, della Big Bash League e di altre sono considerate un caso di mercificazione umana. Le aste di verginità (spesso pubblicizzate online, in cui una persona cerca di vendere la propria verginità) sono un ulteriore esempio di auto-mercificazione. Merce umana è un termine utilizzato in caso di commercio di organi umani, maternità surrogata retribuita (nota anche come mercificazione dell'utero) e tratta di esseri umani. Secondo Gøsta Esping-Andersen, le persone vengono mercificate o "trasformate in oggetti" quando vendono il loro lavoro sul mercato a un datore di lavoro.

### Auto-mercificazione
Le informazioni personali attraverso i siti di social network (SNS), come gli acquisti di musica, il modo in cui ci identifichiamo e i profili utente vengono aggregati e venduti a società e aziende per microtargeting (una forma di targeting che utilizza i recenti sviluppi tecnologici per raccogliere grandi quantità di dati online), pubblicità e marketing.
Anche gli influencer dei social media sono un esempio recente di auto-mercificazione. Un travel blogger è un esempio di micro-celebrità mediata, ossia un influencer che si rivolge a un pubblico di nicchia interessato a visitare località esotiche. I social network espandono la portata di questo pubblico mirato per rendere il marketing di influenza una professione redditizia. Si mercificano offrendo diari online, consigli, pensieri, esperienze insieme a fotografie e video, quindi guadagnano soldi vendendo libri, auto-branding, abbonamenti a blog e pubbliredazionali. La fiducia e un pubblico più ampio si costruiscono esprimendo uno stile colloquiale, un'esperienza apparentemente vera da parte di una persona reale, consentendo agli utenti di connettersi al blogger come una voce amichevole che offre consigli sulle scelte di viaggio.

## Mercificazione della cultura
Una critica delle élite nelle società moderne che utilizzano i media per selezionare aspetti di una cultura locale, riconfezionare e ridistribuire la visione alternativa di quella cultura a scopo di lucro. Le ricerche attuali includono libri di: S. Jhally, H.M. Enzensberger, S. Gunster e J. Tunstall. Controversie e interruzioni si verificano quando questa visione alternativa è vista come non veritiera rispetto alla cultura che viene rappresentata. Le interruzioni includono idee sbagliate, uniformità e un focus sull'intrattenimento.

### La mercificazione delle festività

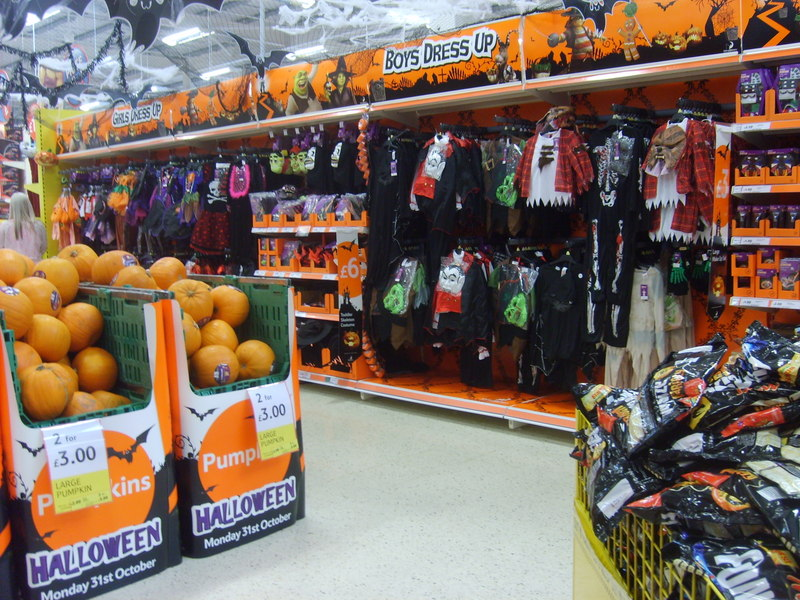
Prodotti di Halloween in vendita

Molte festività come Natale, Halloween o San Valentino sono state considerate mercificate. La mercificazione di una festività si riferisce al rendere le celebrazioni necessariamente commerciali e basate su beni materiali, come lo scambio di regali, decorazioni elaborate, "dolcetto o scherzetto" e lo scambio di biglietti. Le celebrazioni moderne di molte festività sono ora più legate alle pratiche commerciali e alle tattiche redditizie che alle origini delle festività. Per alcune festività, come Halloween, ci sono argomenti secondo cui la mercificazione della festività originale l'ha trasformata nelle celebrazioni che le persone amano ora. La mercificazione di altre festività, come il Natale, innesca discussioni sull'annullamento della commercializzazione e sul ritorno allo spirito originario della festività.

### Mercificazione delle culture indigene
L'autrice e femminista americana Bell Hooks ha descritto la mercificazione culturale della razza e della differenza come la cultura dominante che "mangia l'altro". Per Hooks, le espressioni culturali del totalmente Altro anche quelle rivoluzionarie, vengono vendute alla cultura dominante per il loro godimento. E tutti i messaggi di cambiamento sociale non vengono commercializzati per i loro messaggi, ma usati come meccanismo per i dominanti per acquisire un pezzo di "primitivo". Tutti gli interessi nella cultura storica passata hanno quasi sempre una svolta moderna. Secondo Mariana Torgovnick:
Ciò che è chiaro oggi è che il fascino dell'Occidente per il primitivo ha a che fare con le sue crisi di identità, con la sua necessità di demarcare chiaramente soggetto e oggetto, anche mentre flirta con altri modi di sperimentare l'universo. 
Hooks afferma che i gruppi emarginati sono sedotti da questo concetto a causa della "promessa di riconoscimento e riconciliazione".
Quando la cultura dominante esige che l'Altro venga offerto come segno che è in atto un cambiamento politico progressivo, che il sogno americano può effettivamente includere la differenza, ciò invita a una rinascita del nazionalismo culturale essenzialista.
La mercificazione delle culture indigene si riferisce a "aree nella vita di una comunità che prima della sua penetrazione da parte del turismo non erano all'interno del dominio delle relazioni economiche regolate da criteri di scambio di mercato". Un esempio di questo tipo di mercificazione culturale può essere descritto attraverso la visione della prospettiva del cambiamento culturale hawaiano a partire dagli anni '50. Il Luau hawaiano era un tempo uno spettacolo tradizionale riservato ai membri della comunità e alla gente del posto, ma attraverso l'ascesa del turismo, questa tradizione ha perso parte del suo significato culturale ed è ora per lo più uno spettacolo "a scopo di lucro".

### La mercificazione dell'amore
Esempi di come trarre profitto dall'amore sono le innumerevoli serie televisive "The Bachelorette" e "The Bachelor" e l'aumento degli hotel di lusso che si rivolgono ai single durante i weekend di San Valentino.

### Mercificazione dei media, di Internet e delle comunità online
La mercificazione digitale si verifica quando un'azienda o una società utilizza informazioni da una comunità online senza la loro conoscenza, a scopo di lucro. La mercificazione delle informazioni consente a un'autorità superiore di fare soldi piuttosto che a un sistema collaborativo di pensieri liberi. Società come Google, Apple, Facebook, Netflix e Amazon accelerano e concentrano la mercificazione delle comunità online. Il tracciamento digitale, come i cookie, ha ulteriormente mercificato l'uso di Internet, dando a ogni clic, visualizzazione o streaming un valore monetario, anche se si tratta di un'interazione con contenuti gratuiti.

### Mercificazione dei beni pubblici
I beni pubblici sono beni per i quali non si può impedire agli utenti di accedervi o di utilizzarli, per non averli pagati. Tuttavia, tali beni possono anche essere mercificati tramite l'aggiunta di valore sotto forma di prodotti o servizi o entrambi. Beni pubblici come l'aria e l'acqua possono essere soggetti a mercificazione.

### Mercificazione delle sottoculture
Si è sostenuto che diverse sottoculture siano diventate merci, ad esempio la sottocultura goth, la sottocultura dei motociclisti, la sottocultura dei tatuaggi, la sottocultura della stregoneria, e altre.

### Mercificazione del turismo
Il turismo è stato analizzato nel contesto della mercificazione per quanto riguarda la trasformazione delle culture e del patrimonio locale in beni commerciabili. La mercificazione del turismo rimuove la cultura locale dal primo piano, sostituendola con la redditività dei non residenti. Ciò può avvenire sotto forma di intrattenimento, souvenir, mercati alimentari o altro. Il turismo porta, in parte, alla mercificazione delle culture indigene poiché le persone tornano dalle visite con idee e rappresentazioni parziali della cultura che hanno visitato.